# Ride the Wild Surf
Ride the Wild Surf es un drama romántico al estilo de fiesta en la playa. Fue filmado en 1963 y distribuido en 1964. A diferencia de las películas de este género, esta es conocida por su excepcional escena donde se surfea una gran ola – algo común en las películas de surf de la época, pero una rareza en las películas de fiesta en la playa. Del mismo modo, la película solo tiene una canción de pop – una pista de Jan and Dean, la cual se escucha una vez, al final de la película.

## Argumento
La historia se trata de tres surfistas llamados Jody Wallis (Fabian), Steamer Lane (Tab Hunter) y Chase Colton (Peter Brown), que viajan a la isla de Hawái, Oahu, para intentar surfear las olas más grandes del mundo y competir contra surfistas de alrededor del mundo.
Steamer se enamora de Lily Kilua (Susan Hart), cuya madre no acepta el romance, porque considera que los surfistas son unos "vagos playeros," desde que su marido —un surfista— la abandono a ella y a su familia para entrar al circuito de surf. El desertor de la universidad y vago playero, Jody, se enamora de la recatada Brie Matthews (Shelley Fabares), quien lo reta a que regrese a la universidad. En el caso del moral Chase, este se encuentra perseguido por la aventurera Augie Poole (Barbara Eden).
La historia principal está enfocada en el reto de surfear las monstruosas olas de Waimea Bay, e intentar encajar entre los surfistas profesionales que se encuentran ahí, tales como Eskimo (James Mitchum). A pesar de los conflictos, lesiones y romances; Wallis, Chase y Steamer, ponen a prueba su valentía—o locura— para intentar ser el último que este surfeando la ola más grande de la isla.

## Música
La banda sonora fue compuesta por Stu Phillips - fue la tercera y mejor que jamás había compuesto. Phillips también fundó Colpix Records y produjo éxitos para Nina Simone, The Skyliners y para una de las estrellas de Ride the Wild Surf, Shelley Fabares.
El título de la canción fue escrito por Jan Berry, Brian Wilson y Roger Christian, además de que fue grabado por Jan & Dean, convirtiéndose en el éxito Top 20 nacional, y alcanzando el lugar 16 en los premios Billboard.

## Producción

### Localización
A diferencia de la mayoría de películas en la playa de Hollywood - cuyas locaciones son el Sur de California – Ride the Wild Surf fue filmada en Hawái en 1963, cuando las condiciones ambientales creaban olas excepcionalmente grandes. En noviembre y diciembre de 1962, Waimea empezó a llamar la atención. La corriente en chorro alteró su curso por un tiempo y un gran oleaje se presentó durante todo febrero, que fue cuando Columbia llegó a filmar la película.
La producción viajó a Hawái a finales de 1963 y principios de 1964 para filmar las escenas de surf. Después regresaron a Hollywood para escribir el guion.

### Protagonistas
Jan & Dean estaban programados para aparecer en la película, ayudando a Fabian, quien había sido prestado por 20th Century Fox. Jan y Dean fueron expulsados por Columbia, después de que el amigo de Dean, Barry Keenan, se vio envuelto en el secuestro de Frank Sinatra, Jr. Fueron remplazados por Tab Hunter y Peter Brown.
Susan Hart fue agregada después de que impresionó a Mike Frankovich, originario de Hollywood, en unas apariciones que tuvo en televisión; ella se tiñó el pelo de negro para su papel en la película. Hart fue vista en la película por James H. Nicholson de AIP, que fue quien le permitió que firmara con ese estudio y después de un tiempo se casó con ella.
Fabian jamás había surfeado y paso tres semanas aprendiendo. El campeón olímpico de natación de Australia, Murray Rose, recibió un pequeño papel en la película.
Las tablas de surf utilizadas en la película eran de Phil, originario de Downey, California - aka Phil Sauers, es el creador de "Surfboards of the Stars." Sauers aparece como un personaje en Ride the Wild Surf, protagonizado por Mark LaBuse. Sauers fue también el coordinador de dobles en la película.

### Filmación
Art y Jo Napoleon filmaron la película por tres semanas. Después Columbia los reemplazó por Don Taylor. La madre de Taylor muere en el transcurso de la filmación de la película, por esa razón, Phil Karlson, regresa al estudio por tres días.

### Dobles
Los surfistas Mickey Dora, Greg Noll y Butch Van Artsdalen realizaron una gran parte de las escenas de surf en la película.

### Vestuario y maquillaje
De los tres surfistas, el pelo negro de Peter Brown, fue convertido a rubio por el artista de maquillaje, Ben Lane, (para que fuera igual al cabello de su doble – y para que los tres hombres fueran morenos), lo cual requirió que su novia, la rubia, Barbara Eden, tuviera el pelo castaño; igualmente el pelo negro de Shelley Fabares – que es igual al pelo negro de Fabian, tuvo que convertirse en rubio escandinavo. El pelo negro de Susan Hart fue suficientemente diferente al de su contraparte masculino, Tab Hunter, que no se tuvo que hacer ningún cambio.
A los dobles se les entregó trajes de baño que fueran iguales al de los actores, excepto por el actor, James Mitchum, que a él fue a quien se le dio el famoso traje de baño, "rayas de la cárcel" en blanco y negro de su doble, Greg Noll.

### Tie-in de la película
Aunque la película tuvo muchas opciones disponibles sobre que música incluir, esta solo tiene una canción - llamada "Ride The Wild Surf", con una duración de 1:07. El LP de 12 pulgadas, “Jan & Dean Ride The Wild Surf,” fue lanzado por Liberty Records en conjunto con la película. La portada, es un collage de estilo Mondrian, con una foto de Jan & Dean, acompañada con otras 11 fotos de escenas de la película, con un escrito que lo hacía parecer un álbum de banda sonora: “Jan & Dean cantaron la original banda sonora de 'Ride the Wild Surf'.” Las notas sobre la cubierta trasera del álbum destacaron una aprobación escrita por el actor, Shelley Fabares. De las 12 canciones del LP, solo una estaba en la película: tenía el mismo nombre de la película y tenía una duración de 2:13.